# Marker molekularny
Marker molekularny – związek chemiczny, którego stwierdzenie w analizowanej próbce tkanki wskazuje na pewien stan układu, np. chorobę.
Często niemożliwe jest określenie bezpośrednie pewnego schorzenia. Jednak jeśli wystąpi zaburzenie homeostazy w osoczu krwi, moczu lub innych wydzielinach, pojawiają się pewne substancje lub następuje ich zanik. Są to właśnie markery, po oznaczeniu których można z pewnym prawdopodobieństwem oszacować wystąpienie danego schorzenia.

## Popularne markery i odpowiadające im schorzenia
- AlAT i AspAT – np. zawał mięśnia sercowego, choroby wątroby
- α-amylaza – choroby trzustki
- fosfataza zasadowa – choroby wątroby i kości
- fosfataza kwaśna – rak gruczołu krokowego
- mioglobina, troponiny sercowe, GGTP – zawał mięśnia sercowego
- LDH – choroby wątroby
- CPK – choroby mięśni, choroby mięśnia sercowego, choroby ośrodkowego układu nerwowego